# Wendy Griner
Wendy Elizabeth Griner (Hamilton, 16 aprile 1944) è un'ex pattinatrice artistica su ghiaccio canadese, specializzata nel singolo.

## Palmarès
| Internazionali               | Internazionali | Internazionali | Internazionali | Internazionali | Internazionali | Internazionali | Internazionali |
| Evento                       | 1958           | 1959           | 1960           | 1961           | 1962           | 1963           | 1964           |
| ---------------------------- | -------------- | -------------- | -------------- | -------------- | -------------- | -------------- | -------------- |
| Giochi olimpici invernali    |                |                | 12°            |                |                |                | 10°            |
| Campionati mondiali          |                |                | 7°             |                | 2°             | 4°             | 11°            |
| North American Championships |                |                |                | 2°             |                | 1°             |                |
| Nazionali                    |                |                |                |                |                |                |                |
| Campionati canadesi          | 3° J           | 1° J           | 1°             | 1°             | 1°             | 1°             | 2°             |
| J: Junior level              |                |                |                |                |                |                |                |